# Ornithogalum sigmoideum
Ornithogalum sigmoideum är en sparrisväxtart som beskrevs av Josef Franz Freyn och Paul Ernst Emil Sintenis. Ornithogalum sigmoideum ingår i släktet stjärnlökar, och familjen sparrisväxter. Inga underarter finns listade i Catalogue of Life.